# Oskar Scheuer
Oskar Franz Scheuer (* 1. Dezember 1876 in Znaim, Mähren; † nach dem 28. Oktober 1941 im Ghetto Litzmannstadt) war ein österreichischer Arzt für Haut- und Geschlechtskrankheiten, Sexualforscher, Klinikvorstand in Wien und Studentenhistoriker.

## Leben
Als Sohn eines jüdischen Trödlers studierte Scheuer nach dem Besuch des Znaimer Gymnasiums ab 1896 an der Universität Wien Medizin. Vom 7. Oktober 1896 bis zum 6. März 1900 und im Sommersemester 1903 war er aktiv bei der (liberalen) Wiener Burschenschaft Fidelitas. Sie war am 1. Oktober 1876 – in Scheuers Geburtsjahr – gegründet worden. Scheuer bewährte sich auf sieben Chargen (xxx,Fx,xx,xxx,Fx,x,Fx). Der Fidelitas blieb er zeitlebens eng verbunden. 1900/1901 studierte er an der Karl-Ferdinands-Universität, wo er sich auch der Prager Burschenschaft Alemannia (gegr. 5. Oktober 1875) anschloss. Beide Bünde traten nach dem Ersten Weltkrieg in den Burschenbunds-Convent. 1903 wurde er promoviert.
Als Aspirant begann Scheuer 1903 die dermatologische Ausbildung am Rudolfstift (Rudolfs-Spital) in Wien. 1908 heiratete er Emmy Carolina Fraenkel, mit der er zwei Töchter hatte. Er wurde 1906 Sekundärarzt und 1909 Abteilungs- und Assistenzarzt. Im selben Jahr gründete er die Deutsche Hochschule. 1910 eröffnete er in Wien eine Arztpraxis für Haut- und Geschlechtskrankheiten. Er war Regimentsarzt der Landwehr. Er war Mitglied der Gesellschaft der Ärzte in Wien und der Deutschen Gesellschaft für Urologie. Zu seinem 50. Geburtstag widmete ihm Karl Hans Strobl ein Gedicht mit 71 Zeilen: Oskar Scheuer zum 100. Lebenssemester. Die Deutsche Hochschule widmete ihm ein ganzes Heft. Für den Altherren-Ausschuss des Burschenbunds-Convents gratulierten Patentanwalt Dr. Ing. [Alfred] Friedmann als Vorsitzender und Sanitätsrat Dr. [Richard] Friedländer als geschäftsführendes Vorstandsmitglied:

„Der A.G.A. des B.C spricht Ihnen, sehr verehrter Herr Verbandsbruder, im Namen des ganzen Verbandes seine herzlichsten Glückwünsche zur Vollendung des 50. Lebensjahres aus. Wir sind Ihnen in vieler Hinsicht zu großem, dauerndem Dank verpflichtet, so vor allem für Ihre erfolgreichen Bemühungen um den Eintritt der österreichischen und sudetendeutschen Burschenschaften in den B.C., für Ihre selbstlose, aufopfernde Tätigkeit im Interesse unserer von Ihnen begründeten Verbandszeitschrift «Deutsche Hochschule», für die treue Verfechtung der Ziele des B.C. Wir wissen, daß Ihre Zeit durch berufliche Tätigkeit und wissenschaftliche Arbeiten auf den Gebieten der Medizin und der Studentengeschichte vollauf in Anspruch genommen wird; wir hoffen aber, daß Sie trotzdem auch weiterhin der «Deutschen Hochschule» und dem Verband Ihre bewährte Mitarbeit erhalten werden. Mögen Ihnen noch ungezählte Jahre erfolgreichen Schaffens in der bisherigen körperlichen und geistigen Frische im Kreise Ihrer Familie und Ihrer Freunde beschieden sein. Ihnen, unserem Verbande, der Wissenschaft, dem deutschen Vaterlande zu Nutz und Frommen!“

Unter Verweis auf seine großdeutschen und liberalen Wurzeln versuchte er den burschenschaftlichen Gedanken mit dem Judentum zu versöhnen und damit dem Antisemitismus (bis 1945) der Deutschnationalen Bewegung Österreichs entgegenzutreten. Noch vor dem Ersten Weltkrieg hatte er in Wien seinen „Austritt aus dem mosaischen Glauben“ gemeldet. Dessen ungeachtet wurde er am 28. Oktober 1941 mit seiner Frau in Wien verhaftet und in das Ghetto Litzmannstadt (Łódź) verbracht. Über seinen Tod ist nichts bekannt.

## Studentica und Bibliothek
Oskar F. Scheuer sammelte Studentica und legte eine umfangreiche studentengeschichtliche Bibliothek an. Nach dem Anschluss Österreichs verarmt, musste er die Sammlung verkaufen. Sie wurde zum Grundstock des 1939 gegründeten Instituts für Studentengeschichte in Wien. Unter dem Briefkopf Bibliothek für Hochschul- u. Studentenwesen Dr. O. F. Scheuer – Wien III verfasste Scheuer in den 1930er Jahren ein Scriptum zum wohl nicht wieder erreichten Bestand seiner Studenticasammlung:

„Die Bibliothek beinhaltet eine Sammlung von über 30 000 Bänden und enthält neben allen einschlägigen großen Werken auch Zeitschriften, Broschüren, Separatabdrucke, Zeitschriften- und Zeitungsartikel, Zeitungsausschnitte, Aufrufe, Flugzettel usw., soweit sie auf das gesamte Hochschul- u. Studentenwesen (Universitäten, Techn. Hochschulen, tierärztl., land- u. forstwirtschaftl. Hochschulen, Bergakademien, Handelshochschulen, Kunstakademien und Forschungsinstitute) des gesamten deutschen Sprachgebietes Bezug haben. Dazu kommt noch eine reiche Auswahl von Werken, Broschüren etc. über sämtliche Hochschulen der Welt. Besonders hervorgehoben sei die umfangreiche Sammlung über die Geschichte der einzelnen Hochschulen und über das Studium der einzelnen Wissenschaften. Ferner die große Anzahl von Biographien und Selbstbiographien, Denkwürdigkeiten und Briefen von fast sämtlichen deutschen Hochschullehrern und jener Männer, die über ihre Hochschul- u. Studentenzeit geschrieben haben. Die Sammlung – ihre Aufstellung ist aus beiliegendem Verzeichnis zu ersehen – wurde in einem Zeitraum von fast 40 Jahren seit dem Jahre 1896 angelegt, eingeteilt und ausgebaut. Sie enthält die einschlägige Literatur vom Beginn des 16. Jahrhunderts bis auf den heutigen Tag in durchwegs guten, zum größten Teil gebundenen Exemplaren. Es befinden sich darunter auch viele Unica und Secreta, die im Buchhandel nicht zu haben sind. 
Über diese von Fachleuten als einzig in ihrer Art dastehend bezeichnete Bibliothek wurde im Jahre 1926 (aus Anlaß ihres 30jährigen Bestehens) sowohl in der in Berlin erscheinenden Zeitschrift Deutsche Hochschule (Heft 12) als auch noch ganz besonders im Jahrbuch deutscher Bibliophilen (12./13. Jg., Amalthea-Verlag Zürich-Leipzig-Wien) ein die Bibliothek würdigender, umfangreicher, mit Bildern geschmückter Aufsatz veröffentlicht. Hingewiesen sei noch, daß die Bibliothek in dem von der Wiener Nationalbibliothek durch R. Teichl herausgegebenen Führer Die Wiener Bibliotheken (Wien 1929) als einzige private Spezialbibliothek für Hochschul- und Studentenwesen angeführt ist.“

In die Bibliothek Scheuers floss auch ein Großteil der Studenticabibliothek von Ewald Horn (1856–1923) ein. Von der Scheuerschen Sammlung begeistert, hatte er Scheuer zum Erben eingesetzt.
Schon vor der Deportation hatte ein vollbeladener Eisenbahnwagen Scheuers Sammlungsbestände nach Würzburg gebracht. Die um die Hochschulkunde sehr verdiente Stadt hatte sie im Juli 1938 für 15.000 Reichsmark erworben. Später wurden sie dem Ostern 1939 eröffneten Institut für Studentengeschichte angegliedert. Mit beschlagnahmten Materialien der zu jenem Zeitpunkt bereits aufgelösten Studentenverbindungen bildeten sie den Grundstock des Instituts für Hochschulkunde.

## Ehrungen
- Goldenes Verdienstkreuz mit der Krone am Band der Tapferkeitsmedaille
- Ehrenzeichen 2. Klasse vom Roten Kreuz und der Tiroler Kriegserinnerungsmedaille
- Ehrenmitgliedschaft der Lese- und Redehalle der deutschen Studenten in Prag[1]
- Ehrenmitgliedschaft des Burschenbundes Guestphalia Freiburg  (gegr. 22. April 1925), verliehen zwischen 1925 und 1929[9]

## Schriften (Auswahl)

### Medizin
- Frühdiagnose der Syphilis mittels Nachweises der Spirochaete pallida im Dunkelfeldapparate. In: Wiener Medizinische Wochenschrift 59 (34), S. 1947–1950
- Über die Behandlung der Gonorrhoe mit Thyresol. In: Wiener Medizinische Wochenschrift 59 (36), 2009, S. 2079–2082.
- Die Behandlung chronischer Gonorrhoe mittelst Vibrationsmassage. In: Wiener Klinische Rundschau 23 (12), 2009, S. 177–179.
- Über einen Fall gonorrhoischer Infektion der Mundhöhle. In: Wiener Medizinische Wochenschrift 59 (20), 2009, S. 1104–1106.
- Die Syphilis der Unschuldigen. Syphilis insontium. Urban & Schwarzenberg, Berlin 1910. GoogleBooks
- Hautkrankheiten sexuellen Ursprunges bei Frauen. Urban & Schwarzenberg, Berlin 1911. GoogleBooks
- Taschenbuch für die Behandlung der Hautkrankheiten für praktische Ärzte. Urban & Schwarzenberg, Berlin 1911. GoogleBooks

### Kulturgeschichte
- Rauschgifte. In: Leo Schidrowitz (Hrsg.): Sittengeschichte des Lasters […]. Wien/Leipzig 1927 (= Sittengeschichte der Kulturwelt und ihrer Entwicklung in Einzeldarstellungen. Band 5), S. 93–184.
- Sittengeschichte des Reisevehikels. In: Leo Schidrowitz (Hrsg.): Sittengeschichte der Kulturwelt und ihrer Entwicklung in Einzeldarstellungen. Band 5: Sittengeschichte des Hafens und der Reise. Verlag für Kulturforschung, Wien/Leipzig 1927, S. 129–190.
- mit Felix Leopold Wangen: Das üppige Weib. Sexualleben und erotische Wirkung. Künstlerische und karikaturistische Darstellung der dicken Frau vom Urbeginn bis heute. Verlag für Kulturforschung. Wien Leipzig 1928.
- Beiträge in Max Marcuse (Hrsg.): Handwörterbuch der Sexualwissenschaft. 2. Auflage. Bonn 1926 (etwa die Artikel Sexuelle Düfte, Hemd und Hose).
- Sittengeschichte des Hemdes und Sittengeschichte der Hose. In: Leo Schidrowitz (Hrsg.): Sittengeschichte des Intimen […]. Verlag für Kulturforschung, Wien/Leipzig [1926], S. 121–178 und 179–218.
- Die Zärtlichkeitsgeste und Der Kuß. In: Leo Schidrowitz (Hrsg.): Sittengeschichte der Liebkosung (= Sittengeschichte der Kulturwelt und ihrer Entwicklung in Einzeldarstellungen. Band 7.) Verlag für Kulturforschung, Wien/Leipzig, S. 7–176, hier: S. 57–130 und 131–176.
- Die Behaarung des Menschen. Eine sexual- und konstitutionswissenschaftliche Abhandlung. (= Monographien zur Frauenkunde und Konstitutionsforschung, Nr. 17.) Leipzig 1933, S. 13.[10]

### Studenten- und Universitätsgeschichte
- Die geschichtliche Entwicklung des deutschen Studententums in Österreich mit besonderer Berücksichtigung der Universität Wien von ihrer Gründung bis zur Gegenwart. Wien 1910. GoogleBooks
- Das Liebesleben des deutschen Studenten im Wandel der Zeiten. A. Marcus & E. Webers Verlag, 1920. archive.org
- Richard Wagner als Student. Wien 1920.
- Heinrich Heine als Student. Bonn 1922. GoogleBooks
- Friedrich Nietzsche als Student. Bonn 1923. GoogleBooks
- Bibliographie der studentischen Wohnungsfrage. Göttingen 1923.
- Theodor Körner als Student. Bonn 1924. GoogleBooks
- Die Burschenschaft Fidelitas zu Wien 1876–1926. GoogleBooks
- mit Otto Erich Ebert: Bibliographisches Jahrbuch für deutsches Hochschulwesen, Bd. 1 (1912). GoogleBooks. – Neudruck Nabu Press (2011), ISBN 978-1-24564055-8.
- Josef Viktor von Scheffels Studentenjahre. Prag 1926.
- Burschenschaft und Judenfrage. Der Rassenantisemitismus in der deutschen Studentenschaft. Berlin 1927. GoogleBooks
- Der Reitsport auf Deutschlands Hohen Schulen. Göttingen 1927.
- Studio auf einer Reis'. Vom Reisen des deutschen Studenten im Wandel der Zeiten. Göttingen 1928.
- Über den Ursprung der akademischen Freiheit, in: Bruno Cassirer: Vom Studium und vom Studenten. Ein Almanach. Akademischer Verband für Literatur und Musik in Wien 1910
- Das Waffentragen auf Deutschlands hohen Schulen. Wende und Schau. Kösener Jahrbuch 2 (1932), S. 65–89.
- F. Lassalle als Burschenschafter.
- Der Student Johann Peter Hebel in Erlangen.
- Der Wiener Student im Roman.

## Gleichnamige Holocaustopfer
- Oskar Scheuer (* 17. Februar 1883, aus Prag)
- Oskar Scheuer (* 12. August 1884 in Znaim)